# Daiquirí

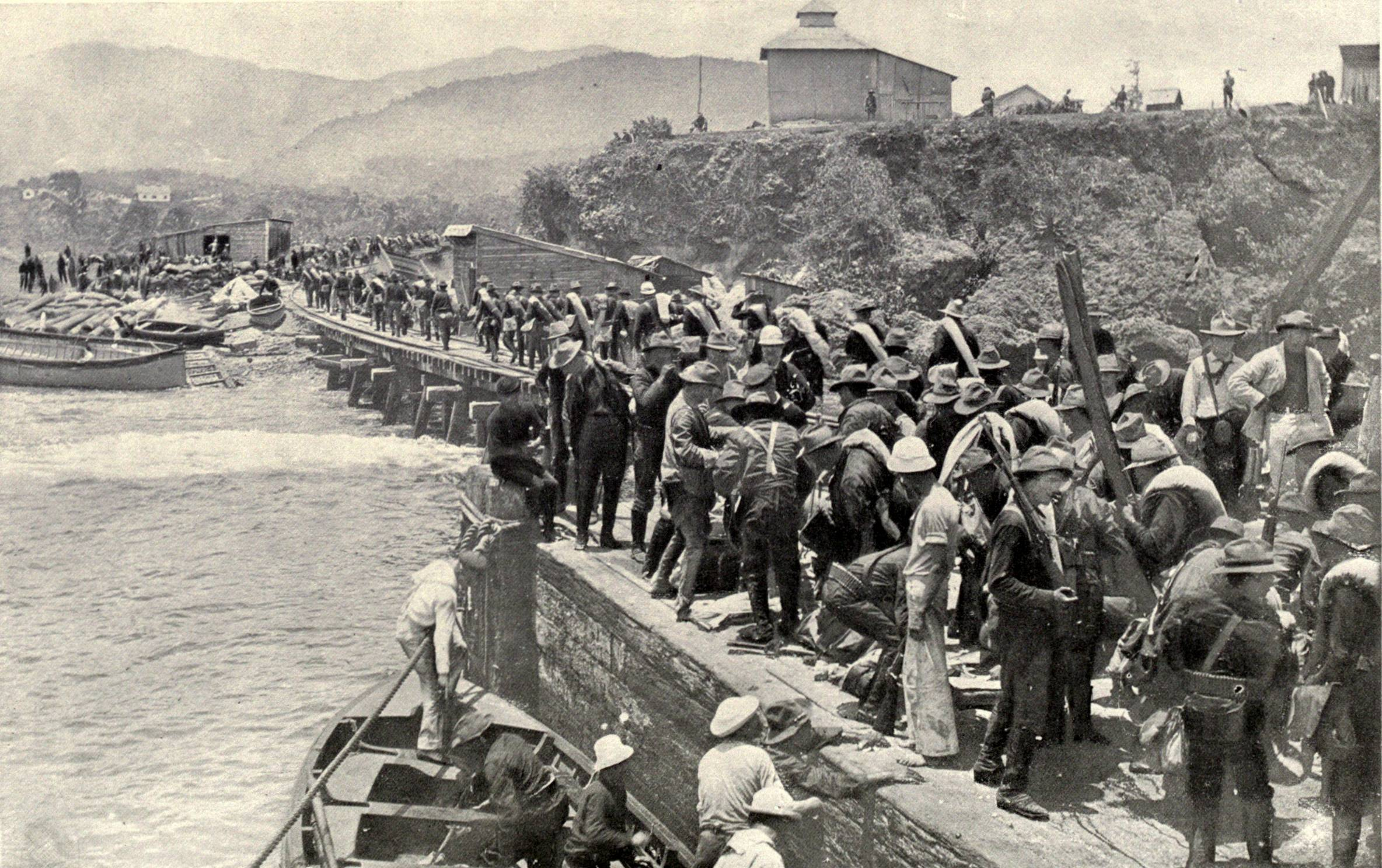
US-amerikanische Truppen beim Anlegen in Daiquirí 1898

Daiquirí [daikiˈɾi] ist ein kleines kubanisches Dorf, das rund 25 Kilometer östlich von Santiago de Cuba liegt. Es wurde ein Schwerpunkt der Vereinigten Staaten bei ihrer Invasion von Kuba im Spanisch-Amerikanischen Krieg.
Der spanische General sowie Kriegsminister (seit 1900) Arsenio Linares y Pombo (1848–1914) verstärkte den Bereich von Daiquirí zu Siboney in Erwartung, dass die US-Amerikaner dort anlegen würden. Am 20. Juni 1898 planten US-Admiral William Thomas Sampson, US-General William Rufus Shafter (1835–1906) und der kubanische General Calixto García eine Invasion, bei der die Marine Daiquirí (mit Granaten) beschieße, Garcías kubanische Truppen würden die Spanier in Angriff nehmen und in der Zwischenzeit würden US-Schiffe einige kubanische Truppen nach Cabañas transportieren, um die Kommunikation nach außen und Versorgung abzuschneiden.
Die Landung zwei Tage später lief fast nach Plan. Sampson feuerte auf Daiquirí, die 300 spanischen Truppen wurden aufgelöst. Zirka 16.000 US-Soldaten wateten in der Brandung an Land, während sich die Ablenkung bei Cabañas in hohem Grade als wirkungsvoll erwies. Andere Truppen landeten bei Siboney, aber Daiquirí blieb das US-amerikanische Lager, bis sie Santiago nahmen.